# Locomotora de maniobras

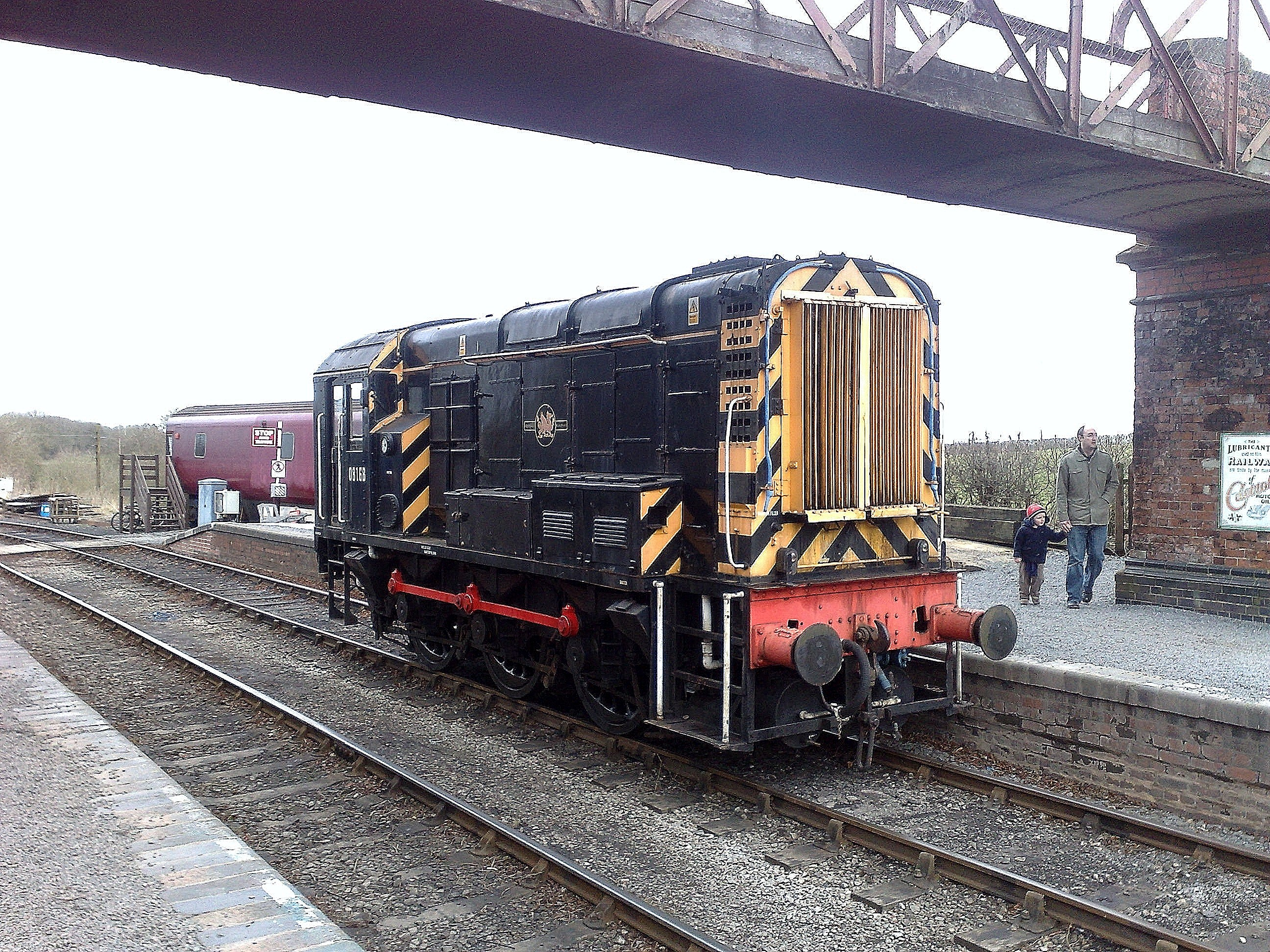
Pilota British Rail Clase 08

Una Locomotora de maniobras, tractor de maniobras, pilota o locotractora es una pequeña locomotora ferroviaria que no está destinada a mover trenes a grandes distancias, sino para armar trenes que luego serán arrastrados por las locomotoras principales, desarmar un tren recientemente ingresado, y realizar movimientos de vagones en general, en un proceso conocido como maniobras. Esto se realiza en la playa de maniobras. Las locomotoras de maniobras también pueden llevar trenes por recorridos cortos e incluso ser la máquina principal en líneas secundarias y en estaciones terminales.
La típica pilota está optimizada para su trabajo, con relativa baja potencia, pero con una alta fuerza de tracción en el arranque para rápidamente manejar pesados vagones. Las locomotoras de maniobras tienen un alto par motor, pero están restringidas por su baja velocidad y tienen ruedas motrices de pequeño diámetro. Son el equivalente ferroviario de los remolcadores.

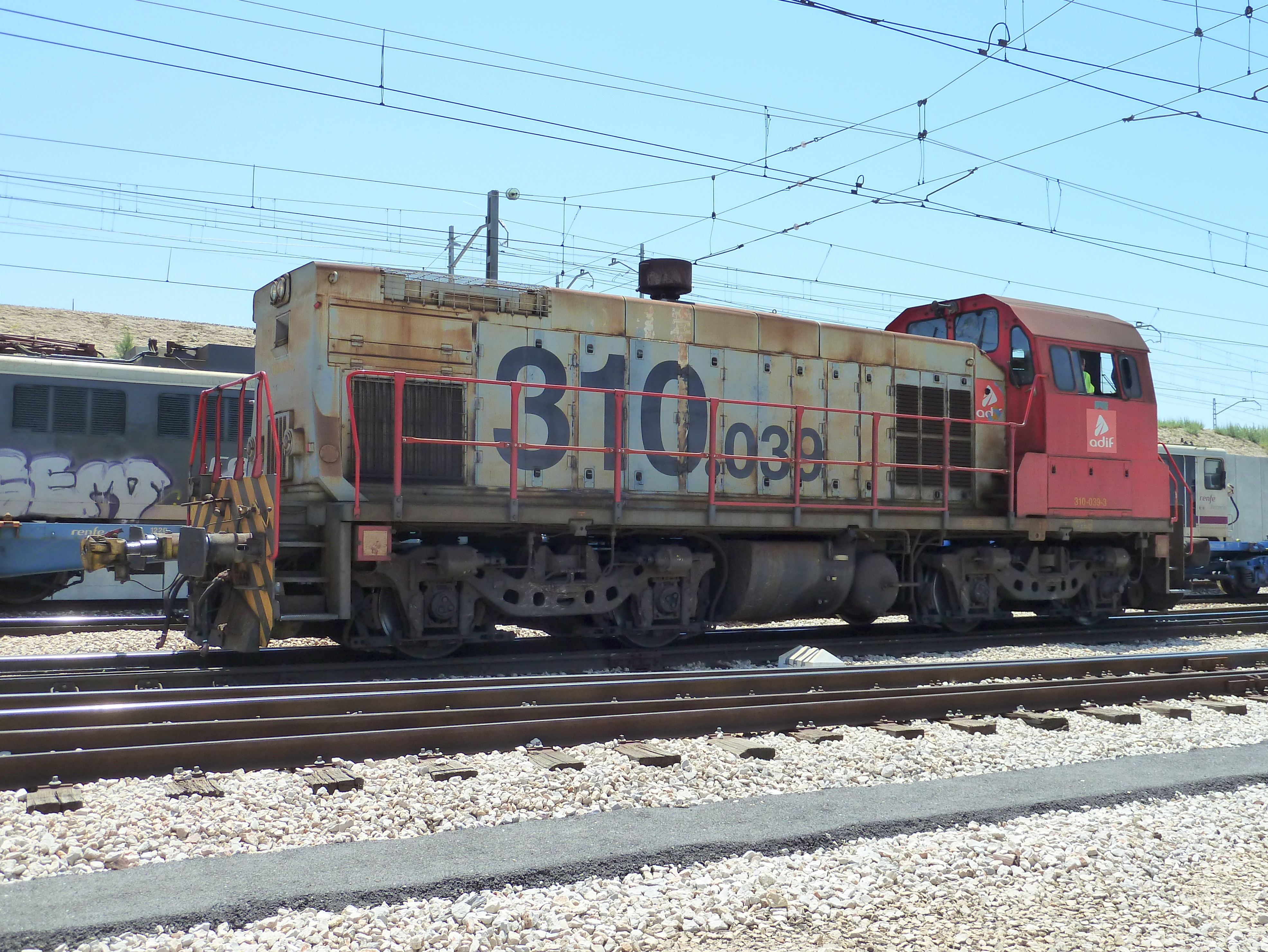
Locomotora de maniobras de la serie 310 de Adif.

La actividad de las pilotas es un trabajo duro, y el excesivo uso del motor principal hace que se desgaste rápidamente, debido al abuso del constante contacto con los vagones y las frecuentes paradas y arranques.

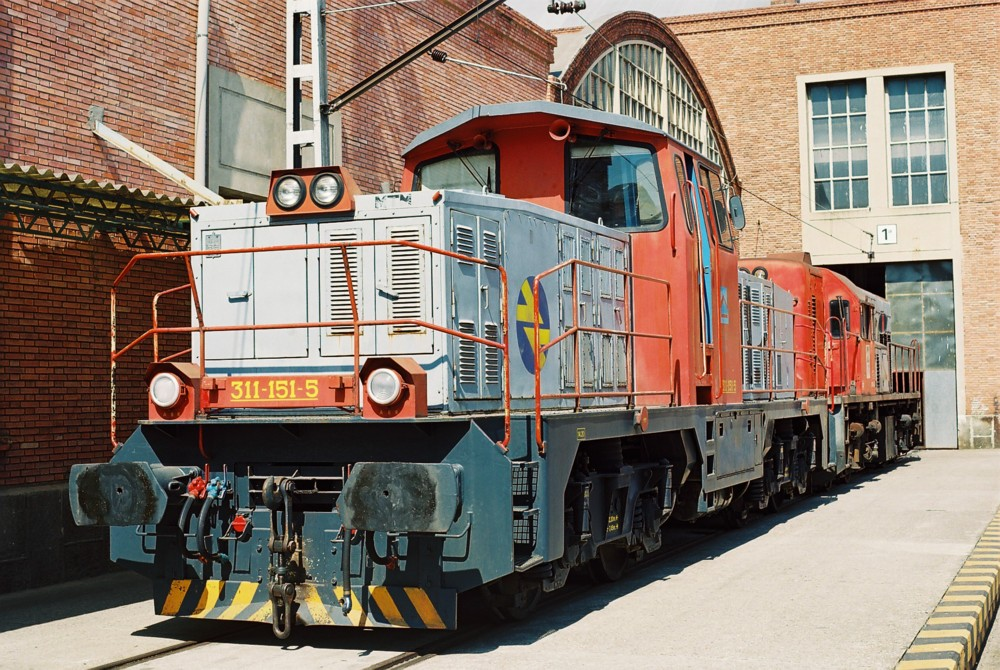
Locomotora de maniobras de la serie 311 de RENFE.

## Tipos

### Diésel
Las pilotas diésel-eléctrica suelen tener una cabina alta y a menudo un capó bajo y/o angosto, conteniendo el motor o los motores diésel, para tener buena visibilidad hacia todos lados. La configuración mexicana se usa a menudo debido a que otorga gran fuerza de tracción. Casi siempre que se usa esta configuración, la locomotora "slug" es de capó bajo y sin cabina. Una buena visibilidad en ambas direcciones es crítica, debido a que una pilota debe poder moverse en ambas direcciones; dar vuelta la locomotora insume tiempo. Algunas de las primeras locomotoras de maniobra se usaban de a pares, manejadas desde una sola cabina, para obtener mayor potencia.

### Eléctrica
La mayoría de las modernas locomotoras de maniobra son diésel, pero países cuya red ferroviaria está casi totalmente electrificada, como Suiza, usan locomotoras de maniobras eléctricas. Pequeñas pilotas eléctricas son a menudo del tipo a batería.

### Vapor

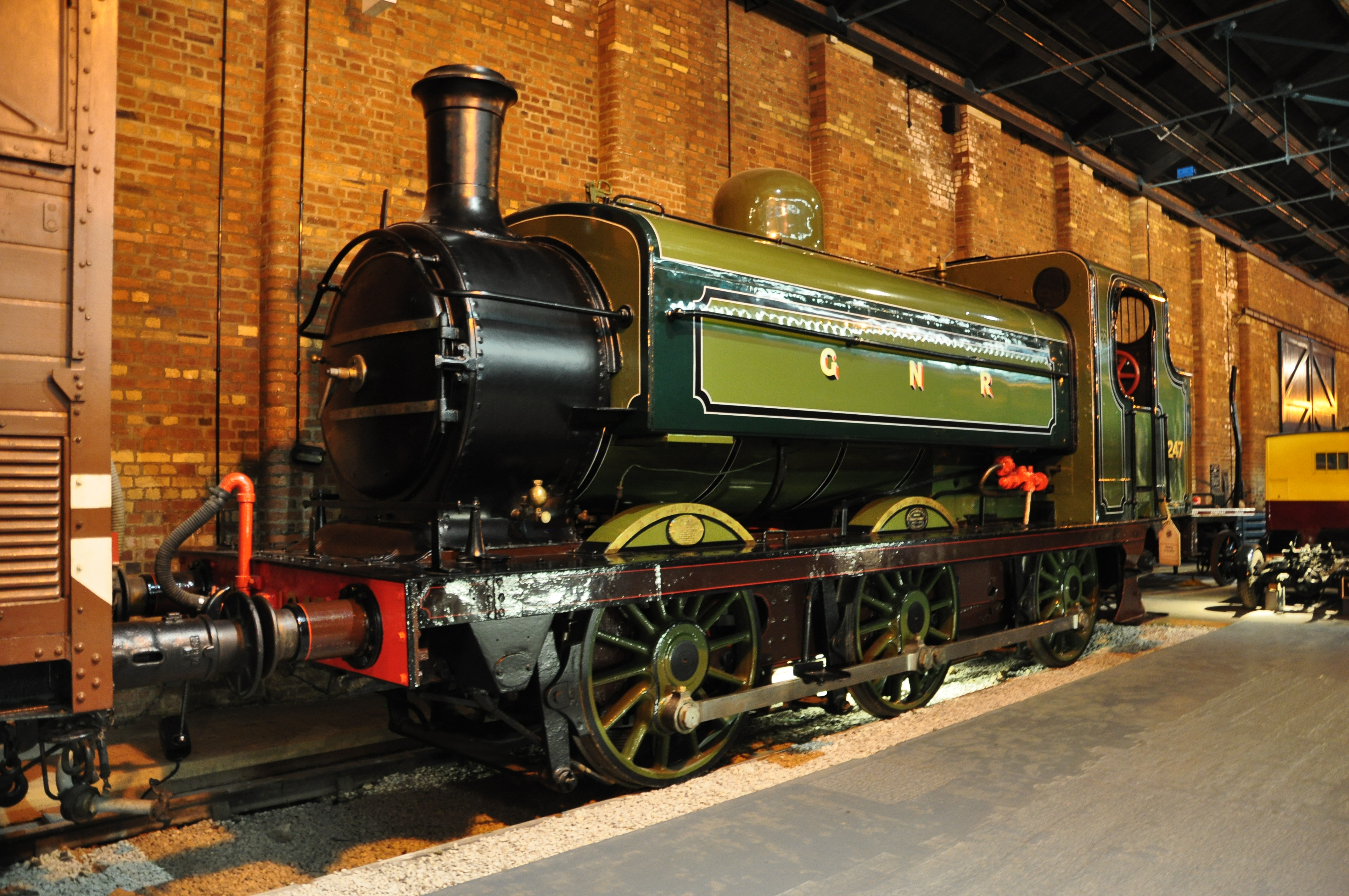
Una típica pilota de vapor británica, GNR Clase J13.

Las locomotoras de maniobras a vapor están en su mayoría fuera de servicio. Estas locomotoras a vapor eran locomotoras tanque o tenían ténders especiales (más pequeños), con carboneras más angostas y/o la cubierta inclinada para aumentar la visibilidad hacia atrás. Los faros se montaron en ambos extremos. La mayoría eran tipos de tanques laterales o de tanque silla de montar, mientras que el Great Western Railway usó tanques de alforja en sus locomotoras de maniobras y en líneas secundarias, una práctica que la Región Occidental de los Ferrocarriles Británicos perpetuó hasta que la tracción de vapor se eliminó gradualmente, con varios ejemplares apoyando a una Clase 9F para ayudarla en el ascenso de la notoriamente empinada Rampa de Lickey, reemplazando a las LMS «Jinties» que anteriormente habían llevado a cabo la tarea junto con las «Big Bertha».
A medida que las pilotas diésel comenzaron a aparecer en números cada vez mayores, empresas como Sentinel hicieron intentos para adaptar las calderas verticales de sus camiones a vapor para su uso en locomotoras de maniobras, para competir con los recién llegados. Aunque se encontró que estos igualaban la potencia y eficiencia de la mayoría de los primeros diseños diésel, su desarrollo llegó demasiado tarde para tener algún impacto real. Exteriormente, se parecen más a las diésel que a las locomotoras de vapor. Se ha preservado cierta cantidad de ejemplares en los trenes históricos, aunque pocos de estos están en funcionamiento, siendo diseñados muy específicamente para el trabajo de maniobras y sin la velocidad necesaria para viajar cualquier distancia.
Pequeñas pilotas industriales a veces han sido locomotoras «sin fuego» y algunas de estas todavía están trabajando en Alemania. Una vez más, se han preservado varias, pero en su mayoría están en exhibición estática, ya que los trenes históricos y museos carecen de la gran fuente de vapor de alta presión (como las calderas de una central eléctrica) necesarias para cargar el acumulador de la locomotora.

## Galería
|                                                                                           |
| Locomotora de maniobras diésel ChME-3ME 6750 en la estación de pasajeros Vilna, Lithuania |

|                                                               |
| Pilota liviana de doble modo (eléctrica y diésel) SBB Tem 346 |

|                                                 |
| Un pilota moderna estadounidense, la EMD MP15DC |

|                                      |
| RailPower Railpower GG20B Green Goat |

|                           |
| Wabtec EMD GP20D Switcher |